# Finlandia na Mistrzostwach Świata w Lekkoatletyce 2009
Finlandia na Mistrzostwach Świata w Lekkoatletyce 2009 – reprezentacja Finlandii podczas czempionatu w Berlinie liczyła 18 zawodników. Nie zdobyli oni żadnego medalu, zajmując 3 miejsca punktowane.

## Występy reprezentantów Finlandii

### Mężczyźni
| Konkurencja                   | Zawodnik        | Eliminacje | Eliminacje | Półfinał      | Półfinał      | Finał         | Finał         |
| Konkurencja                   | Zawodnik        | Wynik      | Poz.       | Wynik         | Poz.          | Wynik         | Poz.          |
| ----------------------------- | --------------- | ---------- | ---------- | ------------- | ------------- | ------------- | ------------- |
| Bieg na 400 m przez płotki    | Jussi Heikkilä  | 51,42      | 25.        | Nie awansował | Nie awansował | Nie awansował | Nie awansował |
| Bieg na 3000 m z przeszkodami | Jukka Keskisalo | 8:22,00    | 13.        |               |               | 8:14,47       | 8.            |
| Chód na 50 km                 | Jarkko Kinnunen |            |            |               |               | 3:47:36 PB    | 9.            |

| Konkurencja    | Zawodnik               | Kwalifikacje | Kwalifikacje | Finał         | Finał         |
| Konkurencja    | Zawodnik               | Wynik        | Poz.         | Wynik         | Poz.          |
| -------------- | ---------------------- | ------------ | ------------ | ------------- | ------------- |
| Skok wzwyż     | Oskari Frösén          | 2,24         | 20.          | Nie awansował | Nie awansował |
| Skok o tyczce  | Eemeli Salomäki        | 5,40         | 22.          | Nie awansował | Nie awansował |
| Skok w dal     | Tommi Evilä            | 8,01         | 14.          | Nie awansował | Nie awansował |
| Rzut dyskiem   | Frantz Kruger          | 62,29        | 12.          | 59,77         | 12.           |
| Rzut młotem    | Olli-Pekka Karjalainen | 74,09        | 16.          | Nie awansował | Nie awansował |
| Rzut młotem    | David Söderberg        | 73,69        | 18.          | Nie awansował | Nie awansował |
| Rzut oszczepem | Tero Pitkämäki         | 81,65        | 4.           | 81,90         | 5.            |
| Rzut oszczepem | Antti Ruuskanen        | 78,69        | 12.          | 81,87         | 6.            |
| Rzut oszczepem | Teemu Wirkkala         | 79,84        | 7.           | 79,82         | 9.            |
| Rzut oszczepem | Tero Järvenpää         | 79,48        | 10.          | 75,57         | 11.           |

### Kobiety
| Konkurencja                   | Zawodniczka     | Eliminacje | Eliminacje | Finał          | Finał          |
| Konkurencja                   | Zawodniczka     | Wynik      | Poz.       | Wynik          | Poz.           |
| ----------------------------- | --------------- | ---------- | ---------- | -------------- | -------------- |
| Bieg na 3000 m z przeszkodami | Sandra Eriksson | 9:46,62 PB | 31.        | Nie awansowała | Nie awansowała |

| Konkurencja    | Zawodniczka     | Kwalifikacje | Kwalifikacje | Finał          | Finał          |
| Konkurencja    | Zawodniczka     | Wynik        | Poz.         | Wynik          | Poz.           |
| -------------- | --------------- | ------------ | ------------ | -------------- | -------------- |
| Skok wzwyż     | Hanna Grobler   | 1,89         | 21.          | Nie awansowała | Nie awansowała |
| Skok o tyczce  | Minna Nikkanen  | 4,40         | 20.          | Nie awansowała | Nie awansowała |
| Rzut młotem    | Merja Korpela   | 68,34        | 20.          | Nie awansowała | Nie awansowała |
| Rzut oszczepem | Mikaela Ingberg | 57,88        | 14.          | Nie awansowała | Nie awansowała |